# Сатья Саі Баба
Сатья Саї Баба (23 листопада 1926 — 24 квітня 2011) — (там. சத்ய சாயி பாபா) (малаял. സത്യസായിബാബ) (санскр. सत्य साईबाबा), Бгаґаван Шрі Сатья Саї Баба, Саї Баба — справжнє ім'я Сатьянараяна Раджу, популярний індуїстський гуру, духовний діяч і педагог, родом із Південної Індії, оратор, автор книг із філософії індуїзму, релігійний діяч.
Організація Сатьї Саї налічує понад 1200 центрів і заснована в 114 країнах світу «Натхненні особистим прикладом Сатьї Саї Баби і посланням безумовної любові та служіння», засноване більше 1200 Центрів Сатьї Саї у 114 країнах світу. Кількість послідовників Сатьї Саї Баби становить від 5 до 10 мільйонів осіб. Послідовники вірять, що Сатья Саї Баба є аватаром епохи і втіленням індійського святого Саї Баби з Шірді.

## Життя Сатья Саї Баби
Народився 23 листопада 1926 в невеликому селі Путтапарті (штат Андхра-Прадеш, південна Індія). При народженні одержав ім'я Сатья Нараяна Раджу. У віці 14 років оголосив себе новим втіленням індійського святого Саї Баби з Шірді і покинув батьківський будинок для виконання свого завдання, що полягає у відродженні загальнолюдських цінностей, що лежать в основі світових релігій: істини, праведності, миру, любові та ненасильства.
У 1950 в Путтапарті заснував ашрам «Прашанті Нілаям» (або «Обитель Найвищого спокою») для своїх послідовників. Сучасний ашрам — це ціле місто з усією необхідною інфраструктурою, яке відповідає вимогам безлічі приїжджих з усього світу, щоб побачити Сатья Саі Бабу.
Саї Баба активно виступає з лекціями на рідній мові телугу, які синхронно перекладають англійською. Пізніше тексти бесід видають іншими мовами, включаючи російську. У своїх лекціях Саї Баба звертається до досвіду світових релігій і наводить приклади історій зі священних писань Індії «Бгагавад-Гіта» і «Магабгарата». Він підкреслює єдність людей і рівність усіх релігій, в основі яких завжди Бог.
Послідовники Саї Баби вважають, що він приймає три народження для виконання свого завдання. 1) Перше, як Саї Баби з Шірді, шанованого індійського святого, що пішов у 1918 рік у і передбачив своє повернення. 2) Друге, поточне народження — Сатья Саї Баба. 3) І третє заключне народження — Прем Саї Баба, яке також відбудеться в Південній Індії.
Саї Баба заснував безліч благодійних організацій в усьому світу. Філії Організації Сатья Саї існують також і в Росії.
| Подібно до того, як мати відривається від своєї роботи і біжить до дитини, почувши його плач, так само і Бог, як би він не був зайнятий, прийде на допомогу своєму відданому шанувальнику, коли той волає до Нього з глибини душі. Господь не буде питати, якого шляху він дотримується і які співає баджани. Він оцінить тільки щирість, з якою відданий закликає Його. Сатья Саї Баба |

## Вчення Сатья Саї Баби
Основні положення вчення Сатья Саї сформулював таким чином:
- Вірте в Бога, у всьому Всесвіті є тільки один Бог, якого людина називає багатьма іменами.
- Дотримуйтесь своєї релігії — але при цьому будьте щирі. Зрозумійте суть вчення і справжні цінності вашої релігії і застосовуйте їх у повсякденному житті.
- Поважайте всі релігії — але не виправдовуйте їх, якщо вони порушують принципи праведності, загальнолюдських цінностей або моральності. Докладайте всіх зусиль для започаткування і зміцнення в собі вищих духовних помислів і єдності думок, слів і вчинків.
- Самовіддано служіть хворим, бідним і нужденним, не думаючи про похвалу або вигоду.
- Розвивайте і підтримуйте в собі ідеали істини, праведності, миру, любові та ненасильства — п'яти загальнолюдських цінностей, що лежать в основі вчення Сатья Саї.

Десять принципів благополучного життя в суспільстві:
1. Шануйте як священну ту землю, на якій ви народилися, будьте патріотами своєї нації, але не критикуйте і не озивайтеся несхвально про інші народи. Навіть у думках і снах ви не повинні чинити зла своїй країні.
2. Поважайте однаково всі релігії.
3. Усвідомте братство людей і поводьтеся з усіма як зі своїми братами. Любіть всіх.
4. Тримайте своє житло в чистоті, це буде сприяти вашому здоров'ю.
5. Вправляйтесь в благодійності, але не заохочуйте жебраків роздачею грошей. Забезпечуйте їх їжею, одягом і домівкою. Допомагайте їм іншими шляхами, але не заохочуйте лінощів.
6. Ніколи не беріть і не давайте хабарів. Не дозволяйте панувати корупції.
7. Приборкайте заздрість і ревнощі, розширюйте свій кругозір і проникливість. Поводьтеся зі всіма однаково, незалежно від їх соціальної, расової приналежності і віросповідання.
8. Робіть все самі, наскільки це можливо, навіть якщо ви багаті і маєте прислугу. Служіть суспільству особисто.
9. Ніколи не йдіть проти законів держави. Старанно дотримуйтесь їхнього духу й букви.
10. Розвивайте любов до Бога, відвертайтесь від гріха.